# Linia kolejowa nr 31
Linia kolejowa nr 31 Siedlce – Siemianówka – niezelektryfikowana i częściowo jednotorowa linia kolejowa we wschodniej Polsce o długości 154,697 km, łącząca stację Siedlce w województwie mazowieckim z przejściem granicznym Siemianówka-Świsłocz w Siemianówce w województwie podlaskim. Powstała w latach 1901–1906, kiedy to władze carskie podjęły decyzję o budowie linii kolejowej z Siedlec do Połocka. Głównym powodem budowy tej magistrali było wywiązanie się Rosji z umów z Francją, co pozwoliłoby na usprawnienie przerzutu wojsk z terenów trzech okręgów wojskowych: Petersburskiego, Moskiewskiego i Kazańskiego do zachodnich granic Imperium Rosyjskiego. 
Linia na odcinku od jej początku do km 120,983 jest linią znaczenia państwowego. Prowadzony jest na niej ruch pasażerski oraz towarowy. Na odcinku Siedlce – Ujrzanów – Mordy linia kolejowa była zelektryfikowana. W lipcu 2012 w obrębie zamkniętej stacji Mordy została zdjęta sieć trakcyjna. Do 2017 zdemontowano sieć na odcinku Ujrzanów – Mordy. Obecnie w 2025 cała linia 31 jest niezelektryfikowana.

## Remont
27 stycznia 2017 PKP PLK podpisały z przedsiębiorstwem Track Tec umowę na remont linii na odcinku Czeremcha – Siedlce. Od 10 grudnia 2017 roku, dzięki prowadzonym pracom remontowym prędkość pociągów na linii wzrośnie z 80 do 110–120 km/h.
21 września 2017 PKP PLK podpisały z Torpolem umowę na remont odcinka od granicy pomiędzy województwem mazowieckim a podlaskim do Hajnówki.
26 czerwca 2018 roku PKP PLK podpisały z PNiUIK w Krakowie umowę na skumulowane naprawy bieżące na linii Siedlce – Siemianówka.

## Ruch pociągów

### Ruch pasażerski
27 sierpnia 2007 Koleje Mazowieckie uruchomiły połączenie z Siedlec do Siemiatycz obsługiwane przez spalinowe zespoły trakcyjne VT628. Zapewniło to obsługę fragmentu linii znajdującego się w województwie mazowieckim, kończącego się na przystanku Fronołów. Pociągi dojeżdżały do stacji Siemiatycze (woj. podlaskie) w celu zmiany kierunku jazdy. Wraz z nowym rozkładem jazdy od 9 grudnia 2007 połączenie przedłużono do Czeremchy oraz zwiększono liczbę pociągów do trzech par, co dało tym samym Kolejom Mazowieckim pozycję dominującą na tym odcinku.
Podlaski Zakład Przewozów Regionalnych w relacji:
- Siedlce – Czeremcha
- Siedlce – Hajnówka
- Czeremcha – Hajnówka
- Siedlce – Hajnówka – Białystok
- Siedlce – Kleszczele – Białystok

Od stycznia 2014 roku kursował pociąg InterRegio Białowieża w relacji Warszawa Wschodnia – Hajnówka obsługiwany pojazdami SA133. Jego kursowanie zostało zawieszonne we wrześniu 2019.
| odcinek linii | odcinek linii | szynobusy | pociągi pasażerskie | pociągi towarowe |
| km pocz.      | km końcowy    | Tor 1     | Tor 1               | Tor 1            |
| –0,313        | 4,550         | 80        | 80                  | 80               |
| 4,550         | 12,600        | 120       | 80                  | 80               |
| 12,600        | 17,350        | 80        | 80                  | 80               |
| 17,350        | 36,100        | 120       | 80                  | 80               |
| 36,100        | 44,150        | 100       | 80                  | 80               |
| 44,150        | 55,200        | 100       | 80                  | 80               |
| 55,200        | 57,682        | 100       | 100                 | 80               |
| 57,682        | 65,410        | 110       | 110                 | 80               |
| 65,410        | 88,921        | 120       | 120                 | 80               |
| 88,921        | 90,944        | 110       | 100                 | 80               |
| 90,944        | 145,853       | 80        | 80                  | 60               |
| 145,853       | 154,384       | 80        | 80                  | 40               |
| km pocz.      | km końcowy    | Tor 2     | Tor 2               | Tor 2            |
| 3,965         | 4,550         | 80        | 80                  | 80               |
| 4,550         | 36,100        | 120       | 80                  | 80               |
| 36,100        | 55,200        | 100       | 80                  | 80               |
| 55,200        | 57,682        | 110       | 100                 | 80               |
| 57,682        | 63,850        | 110       | 110                 | 80               |
| 63,850        | 88,860        | 120       | 120                 | 80               |
| 88,860        | 90,944        | 100       | 100                 | 80               |

Mosty nad rzekami:
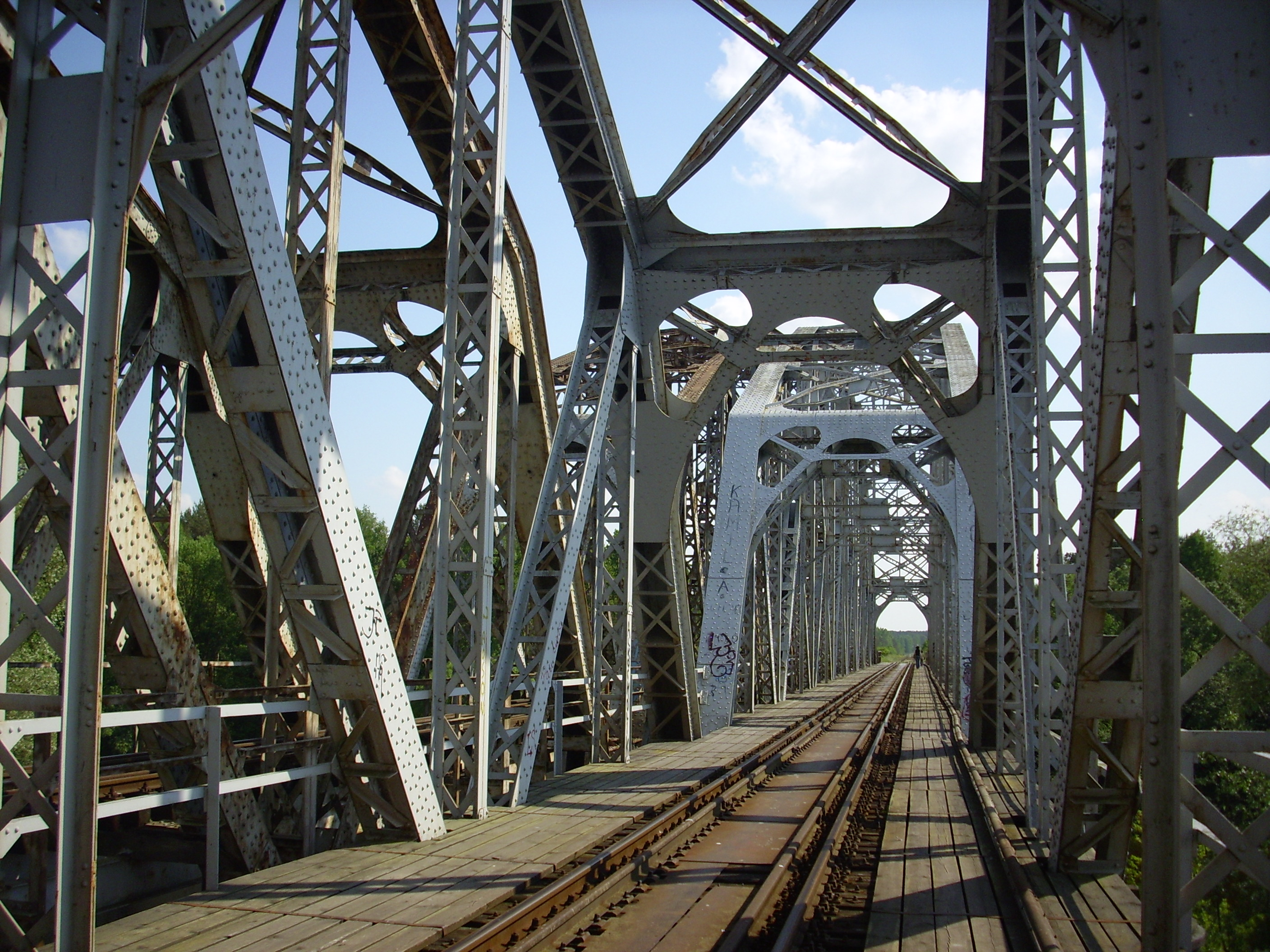
Most nad Bugiem w Mierzwicach-Kolonii
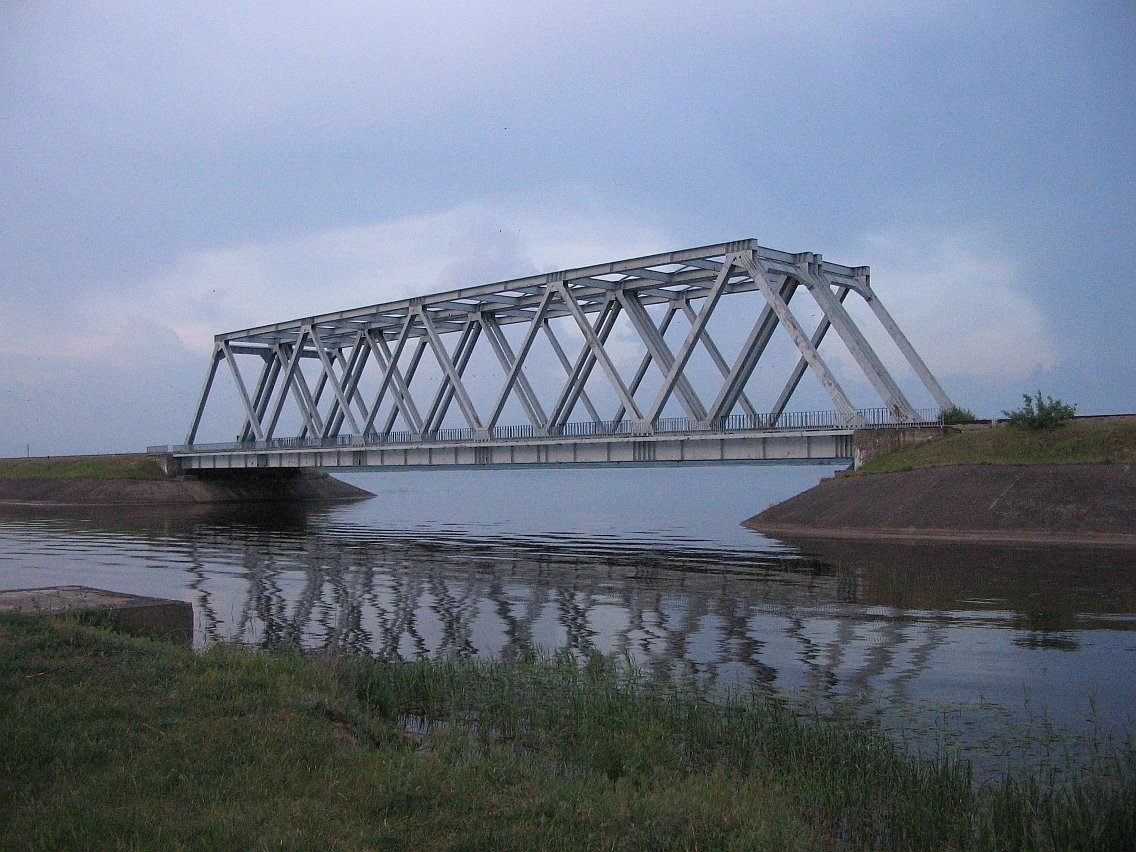
Narwią koło Siemianówki
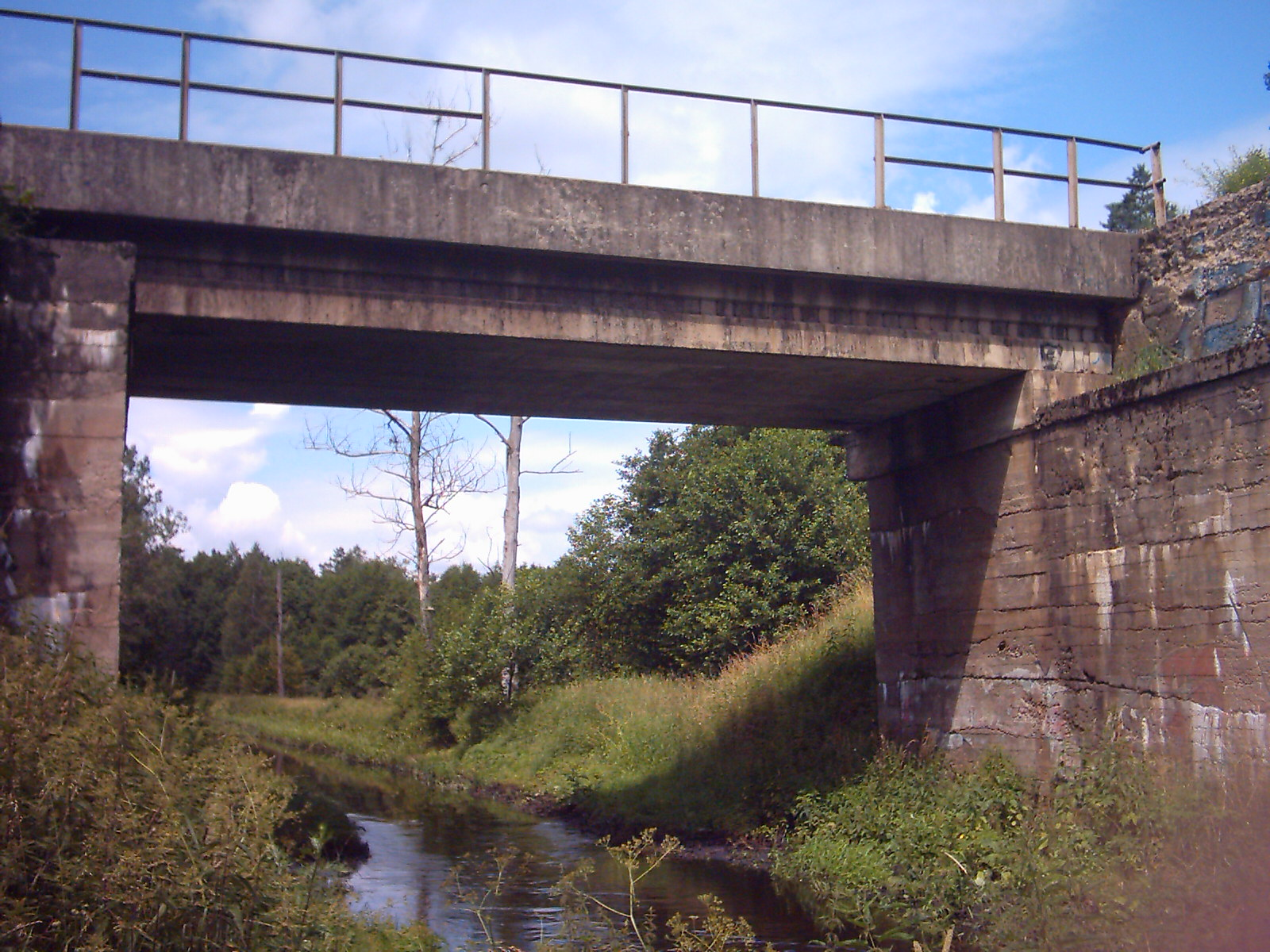
Leśną Prawą (dopływem Bugu)